# 칼파나 촐라
칼파나 촐라(영어: Kalpana Chawla 칼파나 차울라[*], 1962년 3월 17일 ~ 2003년 2월 1일)은 미국의 우주비행사이다.
인도계 미국인 최초로 우주비행사가 된 인물로, 2003년 미션 스페셜리스트로 컬럼비아 호에 탑승했다가 희생된 컬럼비아 우주왕복선 공중분해 사고의 7명의 사망자 중 한 명이다.